# Легкий вертоліт спостереження

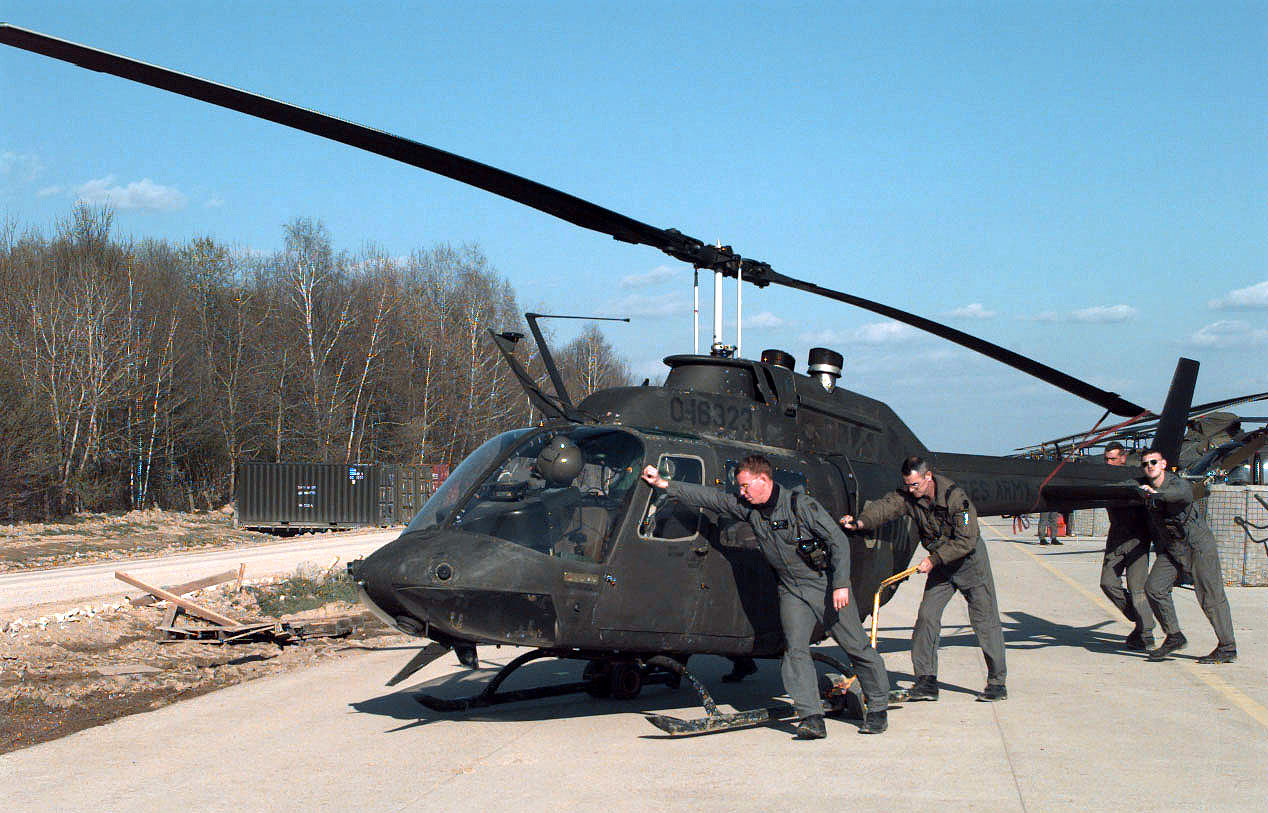
Вертоліт OH-58 Kiowa, переможець у другому турі змагання на ЛВС

Легкий вертоліт спостереження (ЛВС) програма армії США — програма для оцінки, розробки і льотних випробувань легкого розвідувального вертольота для заміни армійського вертольоту OH-13 Sioux. Програма з'явилася з початком війни у В'єтнамі і сприяла у розвитку вертолітобудування, особливо у розробці газотурбінних двигунів. Три машини у кінцевому результаті були прийняті на службу, одна як тренувальний вертоліт і дві як вертольоти спостереження для використання як розвідувальних на полі бою.

## Історія
У липні 1953 управління генерала-лейтенанта Джона Далквіста, командувача польовою армією, видало характеристики для двомісного розвідувального вертольота штаб-квартирі армії. Приблизно через рік, у травні 1954, управління Далквіста в черговий раз наголосило на потребі у розвідувальному літальному апараті для заміни літака і рекомендувало придбати кілька YH-32 для тестування. Попередня оцінка конструкції YH-32 визнала, що вертоліт не підходить для таких завдань і випробування було відмінено.
У 1955 польова армія була переведена до Командування континентальною армією (CONARC). Далквіст, який отримав звання 4-зіркового генерала 18 серпня 1954, залишився командувачем. 11 жовтня 1955, CONARC рекомендувало армійському департаменту розпочати програму з розробки вертольота спостереження для заміни OH-13 Sioux та OH-23 Raven. Голова армійських досліджуванні та розробок погодився включити вимоги на новий вертоліт до бюджету 1957 фінансового року 19 березня 1956, після повідомлення CONARC про відсутність розробок літальних апаратів на заміну.
Протягом наступних трьох років, було розглянуто три вертольоти як кандидати на заміну OH-13 та OH-23; Sud-Ouest Djinn, Hughes 269 та Brantly B-2. Літальні апарати отримали назви YHO-1 DJ, YHO-2 HU та YHO-3 BR, відповідно. До жовтня 1958 було закінчено службові випробування Sud Aviation YHO-1 DJ. У наступному році було проведено випробування YHO-2 HU в умовах пустелі і помірних температур. YHO-3 BR не завершив випробування після виявлення істотних недоліків у конструкції. Випробування продемонстрували, що YHO-2 найбільше задовольняє потребам, але через обмежену вантажопідйомність, його визнали не придатним замінити OH-13.

### ЛВС
14 жовтня 1960 Бюро озброєнь ВМС США видало технічну специфікацію 153, запит пропозицій (RFP) на чотиримісний, турбінний, легкий вертоліт спостереження здатний виконувати різні завдання: перевозити бійців, ескортувати та атакувати цілі, евакуювати поранених і вести спостереження. 25 виробників літальних апаратів були запрошені до участі у програмі від імені начальника транспорту армії. У січні 1961, 12 виробників, у тому числі Cessna, Hughes Tool Co. Aircraft Division, Hiller Aircraft та Bell Helicopters, представили 19 розробок.
ВМС США разом з армією провели оцінювальні експертизи наданих проектів. У жовтні 1961 армія обрала три розробки для проведення льотних випробувань. Розробка Bell D-250 була рекомендована армією і отримала позначення YHO-4 (пізніше YOH-4), Hiller Model 1100 була рекомендована ВМС  і отримала назву YHO-5 (пізніше YOH-5) та Hughes Model 369 була обрана для порівняння і отримала назву YHO-6 (пізніше YOH-6). Кожний виробник надав 5 випробувальних прототипів своїх вертольотів армії для льотних випробувань у таборі Ракер, Алабама.
Результатом льотних випробувань було обрання Hiller YOH-5 та Hughes YOH-6 для участі в торгах на вартість контракту. Контракт виграла ставка Ґ'юза, хоча Гіллер протестував проти цього рішення, і у 1965, YOH-6 був названий OH-6A Cayuse.
У 1967 відновило конкурс на ЛВС і Bell представив для участі у програмі свою модель 206A. Fairchild-Hiller не змогли представити свій YOH-5A, який вони успішно продавали як FH-1100. Врешті решт Bell виграли контракт і модель 206A отримала назву OH-58A. Згідно з армійськими традиціями найменувань, OH-58A отримав назву Kiowa на честь корінного народу Америки.